# Liste des provinces et territoires du Pakistan par point culminant
Cette liste présente les provinces et territoires du Pakistan par point culminant.
Concernant le premier niveau de l'administration territoriale du pays, le Pakistan compte quatre provinces et trois territoires.

## Liste
- sommets situés entre deux subdivisions pakistanaises de premier niveau ;
- sommets situés entre la frontière pakistanaise (ru) et celle d'un État limitrophe (en).

| Rang | Subdivision                    | Sommet               | Altitude (m) | Chaîne/Massif       | Coordonnées                       | Image                  |
| ---- | ------------------------------ | -------------------- | ------------ | ------------------- | --------------------------------- | ---------------------- |
| 1    | Gilgit-Baltistan               | K2                   | 8 611        | Karakoram           | 35° 52′ 57″ nord, 76° 30′ 48″ est | K2                     |
| 2    | Khyber Pakhtunkhwa             | Tirich Mir           | 7 708        | Hindou Kouch        | 36° 15′ 15″ nord, 71° 50′ 36″ est | Tirich Mir             |
| 3    | Azad Cachemire                 | Pic Sarwali (en)     | 6 326        | Himalaya            | 35° 07′ 52″ nord, 74° 26′ 11″ est | Illustration manquante |
| 4    | Baloutchistan                  | Loe Nekan (en)       | 3 578        | Zarghun Ghar (en)   | 30° 16′ 00″ nord, 67° 18′ 00″ est | Illustration manquante |
| 5    | Pendjab                        | Kashmir Point (en)   | 2 260        | Himalaya            | 33° 54′ 43″ nord, 73° 23′ 52″ est | Illustration manquante |
| 6    | Sind                           | Barugh Hill          | 2 151        | Monts Kirthar       | 27° 12′ 38″ nord, 67° 09′ 33″ est | Illustration manquante |
| 7    | Territoire fédéral d'Islamabad | Tilla Charouni (pnb) | 1 604        | Margalla Hills (en) | 33° 47′ 56″ nord, 73° 07′ 59″ est | Tilla Charouni         |

## Carte
| K2 Tirich Mir Pic Sarwali Loe Nekan Kashmir Point Barugh Hill Tilla Charouni |